# اوشی جکسون جونیور
اوشی جکسون جونیور (انگلیسی: O'Shea Jackson Jr.؛ زادهٔ ۲۴ فوریهٔ ۱۹۹۱) بازیگر و خواننده اهل ایالات متحده آمریکا است.
از فیلم‌ها یا برنامه‌های تلویزیونی که وی در آن نقش داشته‌است می‌توان به  سلطان هیولاها، مستقیم از کامپتن، اینگرید به‌فنا می‌رود، کمینگاه دزدان، لانگ شات، کمینگاه دزدان ۲ و فقط رحمت اشاره کرد.